# Hydroptila trullata
Hydroptila trullata är en nattsländeart som först beskrevs av Georg Ulmer 1951.  Hydroptila trullata ingår i släktet Hydroptila och familjen smånattsländor. Inga underarter finns listade i Catalogue of Life.